# Muž v ohni
Muž v ohni (v anglickém originále Man on Fire) je americký akční film z roku 2004. Režisérem filmu je Tony Scott. Hlavní role ve filmu ztvárnili Denzel Washington, Dakota Fanning, Radha Mitchell, Marc Anthony a Christopher Walken.

## Obsazení
| Denzel Washington  | John W. Creasy          |
| Dakota Fanning     | Guadalupe Martin Ramos  |
| Radha Mitchell     | Lisa Martin Ramos       |
| Marc Anthony       | Samuel Ramos            |
| Christopher Walken | Paul Rayburn            |
| Giancarlo Giannini | Miguel Manzano          |
| Rachel Ticotin     | Mariana Garcia Guerrero |
| Jesús Ochoa        | Victor Fuentes          |
| Mickey Rourke      | Jordan Kalfus           |